# Musique de juin

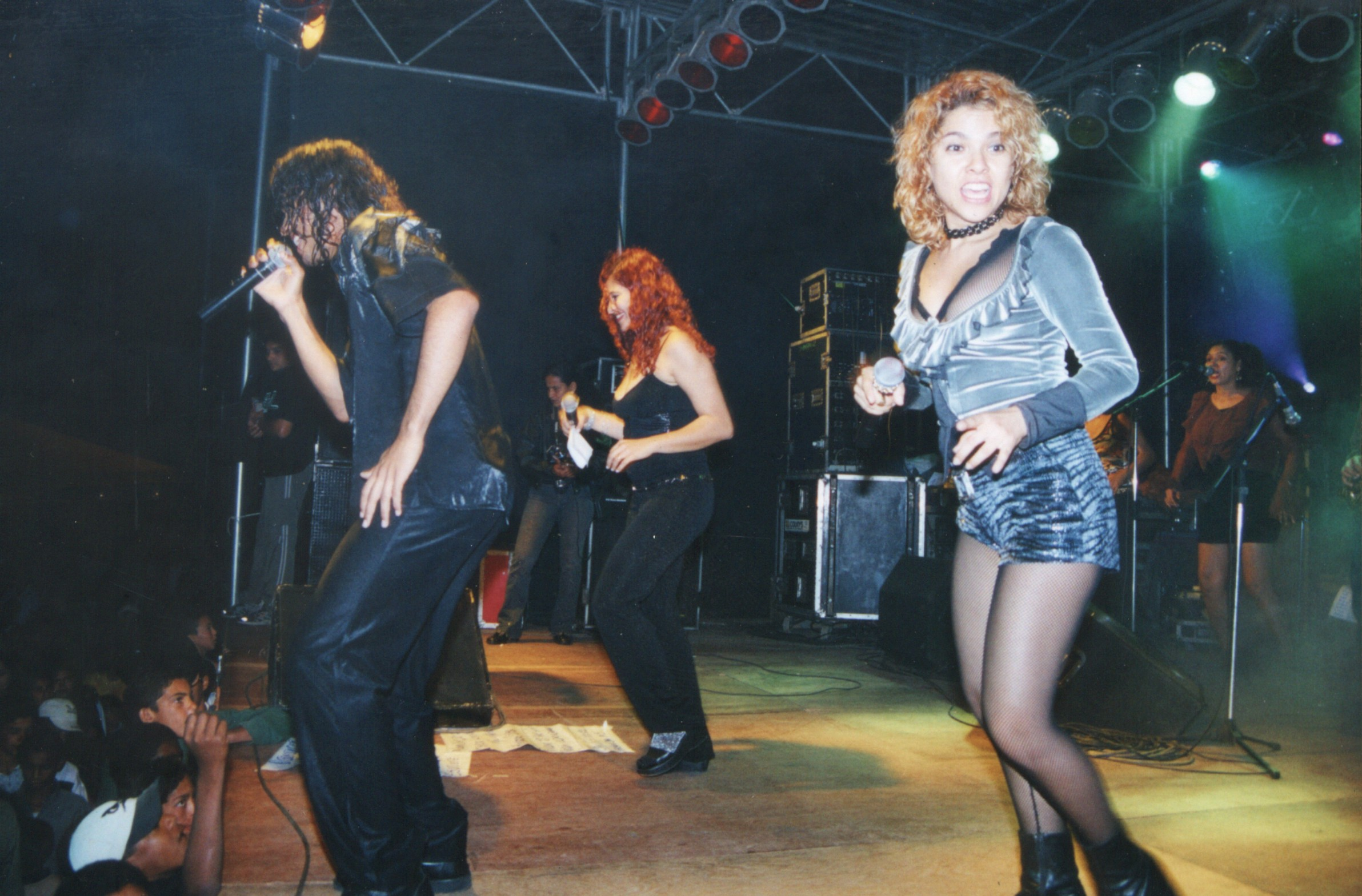
De nouveaux groupes comme Mastruz com Leite maintiennent le genre de la musique de juin en vie.

Música junina, canção junina (littéralement : Musique de juin, chanson de juin) ou encore São João,, ou joanina, est le genre musical brésilien de chansons dédiées aux festivités qui ont lieu au mois de juin en l'honneur de Santo Antônio, São Jean et Saint Pierre. En tant que genre, il a vu le jour dans les années 1930 et, jusqu'aux années 1950, plusieurs compositeurs ont publié des chansons exclusivement pour les festivités du mois de juin, avant que sa popularité ne décline.
Avec la diversification des genres et des styles dans la musique brésilienne, ceux qui peuvent être réunis dans un même groupe que la musique de juin (comme le xote, xaxado, baião et forró ) sont encore divisés en différentes tendances, comme dans le cas du forró, qui a des ramifications telles que le forró universitário, qui se démodent rapidement 
Dans des rapports basés sur les informations des années précédentes, l'organisme chargé de collecter les droits d'auteur au Brésil révèle que le compositeur préféré des chansons de juin est Luiz Gonzaga ; malgré sa mort en 1989, ses chansons comme " Pagode Russo ", " Asa Branca " et d'autres ont ouvert la voie aux festivités de juin ; cela a été particulièrement vrai avec le renouvellement du style dans les années 1990, lorsque le genre a été modernisé avec des réenregistrements mis à jour, comme celui du groupe du ceará Mastruz com Leite, qui a réenregistré "Pagode Russo".
Tout comme le Carnaval, les célébrations de juin font partie du calendrier festif brésilien (dans un héritage portugais, où les « festivités » étaient  Noël, Pâques et São João) , et donnent lieu chaque année à des festivals dans tout le pays, tels que les « arraiais", "quadrilhas", "forrós", ainsi qu'à des concours d'écriture de chansons consacrés à ce moment.

## Origines
Au XVIe siècle, des écoles jésuites ont été créées pour les Indiens et, à partir de là, la musique de juin s'est répandue dans tout le Brésil. En 1603, l'ouvrage História do Brasil du frère Vicente do Salvador rapportait que les Indiens étaient très friands de nouveautés, comme le jour de la Saint-Jean-Baptiste, en raison des feux de joie et des chapelles.
C'est la première fête brésilienne à avoir son propre répertoire musical ; dès 1837, le père Lopes Gama (plus connu sous le nom de "Padre Carapuceiro") avait publié dans son journal "O Carapuceiro" l'existence de diverses chansons du mois de juin chantées lors des fêtes de la mi-année.

## Premiers enregistrements

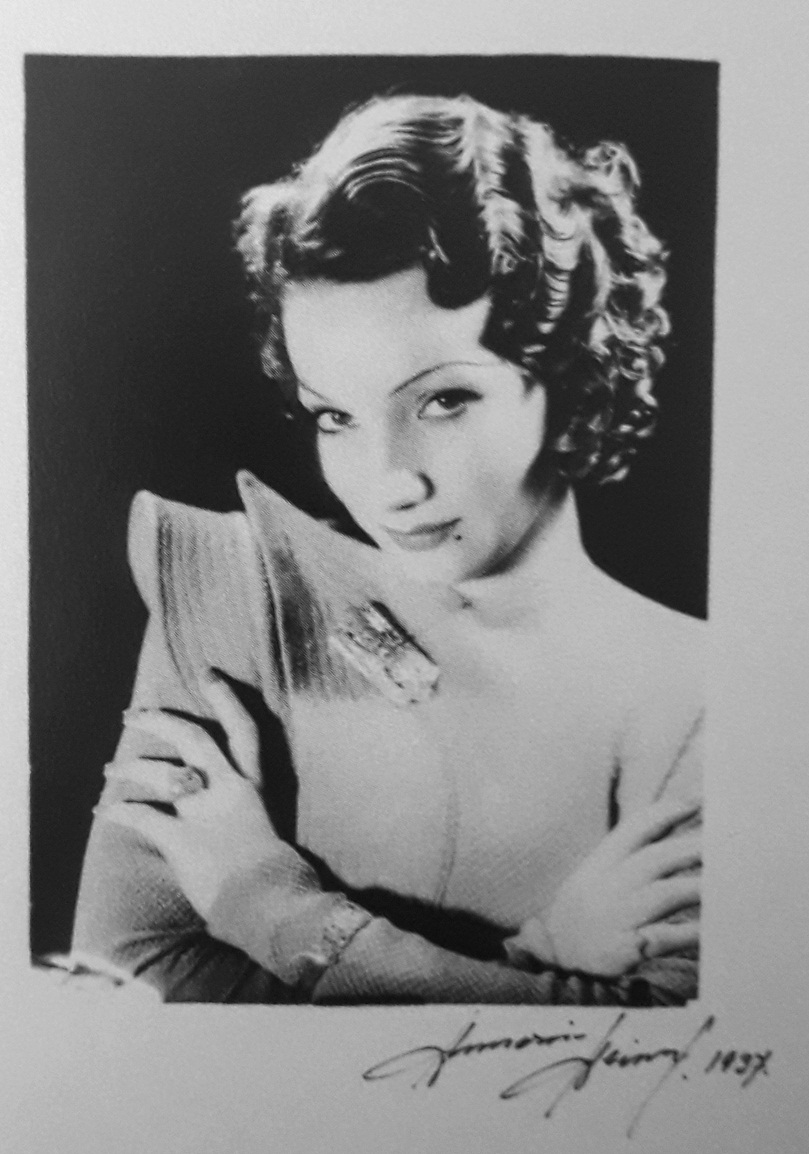
"Chegou a Hora da Fogueira" (1933). Un des plus grands succès du genre, de Lamartine Babo avec Carmen Miranda (photo).

La première chanson entièrement dédiée aux festivités de juin est la marche " Cai, Cai, Balão " du 22 mai 1933, écrite par le compositeur bahianais Assis Valente et initialement enregistrée en duo par Francisco Alves en partenariat avec Aurora Miranda, alors inconnue, et a été publié par le label Odeon sous le numéro 11 018.
Pour J. Sévériano et Z. H. D. Mello, la musique populaire brésilienne d'après-guerre connaît un processus transitoire et modernisateur d'adaptation culturelle qui donne naissance à différents genres (comme la samba) : "Contrairement à la samba, produit métis résultant de la fusion de la mélodie et de l'harmonie européennes avec le rythme afro-brésilien, la marchinha est une descendante de la polka-march, qui reprend certaines caractéristiques des marches portugaises et de certains rythmes américains, en vogue à l'époque." . Assis Valente fut probablement le premier compositeur du pays à composer dans le style juin, suivi la même année 1933 par " Chegou a Hora da Fogueira ", de Lamartine Babo ) . Cette année également, le flûtiste Benedito Lacerda a remporté un concours du journal « A Noite » avec la chanson de juin « Briguei com São João ». Carmen Miranda fut la chanteuse qui enregistra le plus dans ce style, et son duo avec Mário Reis dans "Chegou a Hora da Fogueira" de Lamartine Babo, sorti par Victor également en 1933, fut le plus grand succès du genre
Ce premier succès dans les années 1930 a été favorisé par la forte augmentation du marché phonographique et par l'avènement des publicités radiophoniques, de plus en plus populaires ; le genre a également contribué à la diffusion dans le reste du pays de la production artistique et culturelle de Rio et de São Paulo, qui s'est développée avec l'urbanisation croissante de ces centres, et s'est accrue dans les magazines, les disques et les stations de radio - profitant de la "vague" de la caipira qui gagnait en popularité.

## Décroissance initiale
Dès 1949, le chroniqueur musical de A Scena Muda, F. Corrêa da Silva, notait que "notre musique populaire possède un bon nombre de chansons de juin qui, dans le passé, ont mérité la franche acceptation populaire et qui, pour cette même raison, ne devraient pas être la cible du mépris de nos usines de disques", énumérant ce qui suit : "Parmi celles-ci, on peut citer "Matrimônio, matrimônio", de Lamartine Babo, "Antônio, Pedro e João", de Benedito Lacerda et "Cai, cai, balão", d'Assis Valente", et il préconise que les principales maisons de disques consacrent plus d'espace à ce genre.
Dans les années 1950, avec l'évolution du marché de la musique, la musique de juin est devenue quelque chose de secondaire.

## Succès anciens et modernes
Une étude des rapports de l'Ecad jusqu'en 2009 montre que les nouveaux et les anciens succès de juin coexistent chaque année lors des fêtes organisées dans tout le pays ; si Luiz Gonzaga est l'auteur-compositeur-interprète qui a enregistré le plus grand nombre d'enregistrements, le palmarès comprend également des auteurs-compositeurs-interprètes toujours actifs, parmi lesquels Targino Gondim, grâce aux réenregistrements de sa chanson " Esperando na Janela " réalisés par Gilberto Gil et Padre Antônio Maria.
Parmi les noms du passé qui continuent d'être présents lors des fêtes de juin, citons Lamartine Babo avec des thèmes tels que "Chegou a Hora da Fogueira" et "Isto é Lá com Santo Antônio" (alias "Matrimônio, Matrimônio"), Haroldo Lobo avec "O Sanfoneiro Só Tocava Isso", les partenaires Braguinha et Alberto Ribeiro avec " Capelinha de Melão " ou Benedito Lacerda avec " Antônio, Pedro e João ".
Même des noms associés à d'autres styles musicaux ont connu des succès en juin, comme les "caipiras" Mário Zan (accordéoniste de São Paulo, avec "Festa na Roça") et Tonico (du duo Tonico & Tinoco, avec "Moreninha Linda") ; Gilberto Gil lui-même, après le succès de "Esperando na Janela", qui a été inclus en 2000 dans la bande originale du film Eu, Tu, Eles, a commencé à consacrer plus de place au genre dans son répertoire.
Certains succès de juin dépassent le moment et le support dans lesquels ils ont été publiés ; un exemple clair est le chanteur Dorgival Dantas et sa chanson "Você Não Vale Nada", ou la chanson forró Homem com H, d' Antônio Barros, qui fut un énorme succès national dans les années 1980 dans la voix de Ney Matogrosso.

## Musique de juin dans le contexte actuel
Plusieurs villes organisent des concours de musique de juin, comme São Luiz do Paraitinga à São Paulo avec le « Festival de Música Junina » ou Cachoeira à Bahia.

## Voir également
- Saint Jean-Baptiste
- Fête de la Saint-Jean
- Quadrille (danse)
- Samba junino